# Dwars door Vlaanderen
Dwars door Vlaanderen (pol. Wyścig przez Flandrię) – jednodniowy wyścig kolarski (tzw. „klasyk”), odbywający się w marcu, w Regionie Flamandzkim (belgijskiej części Flandrii), corocznie od 1945. Rozgrywany w środę. Jego trasa wiedzie z Roeselare do Waregem. Począwszy od 2017 impreza została włączona do cyklu UCI World Tour.
Wchodzi w skład tzw. flamandzkiego tygodnia wyścigów jednodniowych, do których zalicza się również: E3 Harelbeke, Gandawa-Wevelgem, Classic Brugge-De Panne i Ronde van Vlaanderen. Większość trasy wiedzie przez tzw. Ardeny Flamandzkie, a spora jej część jest rozgrywana na drogach brukowych.
Od 2012 organizowane są również kobiece edycje Dwars door Vlaanderen. Odbywają się tego samego dnia co wyścig mężczyzn, na trasie pomiędzy Roeselare do Waregem.

## Historia
Pierwsza edycja Dwars door Vlaanderen została zorganizowana w 1945 na trasie z Sint-Truiden do Waregem pod nazwą Dwars door België (pol. Wyścig przez Belgię). Nazwa ta obowiązywała do 1999. Pierwszym zwycięzcą został Rik Van Steenbergen.
W latach 1946–1964 (z wyjątkiem 1948) impreza była rozgrywana, jako wyścig składający się z dwóch etapów. Pierwszy z nich rozpoczynał się w Waregem, a kończył w prowincjach: Limburgia lub Liège. Następnego dnia kolarze ścigali się do Waregem. W 1948 i od 1965 do teraz wyścig rozgrywany jest w formule jednodniowej. W 1971 jedyny raz w historii nie został zorganizowany.
W 2000 nazwa wyścigu została zmieniona na Dwars door Vlaanderen, zaś miastem startu stało się Roeselare.
W 2005 wyścig został włączony do cyklu UCI Europe Tour, w którym sklasyfikowano go jako UCI 1.1, a w latach 2013–2016, jako 1.HC. Edycja 2017 została włączona do serii UCI World Tour.

## Lista zwycięzców
Opracowano na podstawie:
| Rok  | Pierwsze               | Drugie                 | Trzecie                  |          |
| ---- | ---------------------- | ---------------------- | ------------------------ | -------- |
| 1945 | Rik Van Steenbergen    | Briek Schotte          | Norbert Callens          |          |
| 1946 | Maurice Desimpelaere   | Norbert Callens        | Briek Schotte            |          |
| 1947 | Albert Sercu           | Julien Van Dijcke      | Émile Masson junior      |          |
| 1948 | André Rosseel          | Florent Mathieu        | Roger Desmet             |          |
| 1949 | Raymond Impanis        | Lionel Van Brabant     | Maurice Mollin           |          |
| 1950 | André Rosseel          | Emiel Van der Veken    | Jules Depoorter          |          |
| 1951 | Raymond Impanis        | Marcel Hendrickx       | André Rosseel            |          |
| 1952 | André Maelbrancke      | Lode Wouters           | Karel De Baere           |          |
| 1953 | Briek Schotte          | Adrie Voorting         | Marcel De Mulder         |          |
| 1954 | Germain Derycke        | Briek Schotte          | Florent Rondelé          |          |
| 1955 | Briek Schotte          | Fred De Bruyne         | Alfons Van den Brande    |          |
| 1956 | Lucien Demunster       | Frans Schoubben        | André Rosseel            |          |
| 1957 | Noël Foré              | Michel Van Aerde       | André Noyelle            |          |
| 1958 | André Vlayen           | Norbert Van Tieghem    | Ernest Heyvaert          |          |
| 1959 | Roger Baens            | Louis Proost           | Briek Schotte            |          |
| 1960 | Arthur Decabooter      | Edgard Sorgeloos       | Julien Schepens          |          |
| 1961 | Maurice Meuleman       | Romain Van Wynsberghe  | Leon Vandaele            |          |
| 1962 | Martin Van Geneugden   | Piet Rentmeester       | Piet van Est             |          |
| 1963 | Clément Roman          | Dieter Puschel         | Robert Seneca            |          |
| 1964 | Piet van Est           | Etienne Vercauteren    | Jos Dewit                |          |
| 1965 | Alfons Hermans         | Julien Haelterman      | Roger De Breuker         |          |
| 1966 | Walter Godefroot       | Willy Bocklant         | Peter Post               |          |
| 1967 | Daniel Van Ryckeghem   | Georges Vandenberghe   | Joseph Spruyt            |          |
| 1968 | Walter Godefroot       | Willy Monty            | Bernard Van De Kerckhove |          |
| 1969 | Eric Leman             | Albert Van Vlierberghe | Willy Van Neste          |          |
| 1970 | Daniel Van Ryckeghem   | Eric Leman             | Frans Verbeeck           |          |
| 1972 | Marc Demeyer           | Noël Vantyghem         | Eddy Verstraeten         |          |
| 1973 | Roger Loysch           | Jozef Abelshausen      | Freddy Maertens          |          |
| 1974 | Louis Verreydt         | Ronald De Witte        | René Pijnen              |          |
| 1975 | Cees Priem             | Tino Tabak             | Roger Swerts             |          |
| 1976 | Willy Planckaert       | Marc Demeyer           | Walter Planckaert        |          |
| 1977 | Walter Planckaert      | Eric Leman             | Marc Demeyer             |          |
| 1978 | Jos Schipper           | Frank Hoste            | Guido Van Sweevelt       |          |
| 1979 | Gustaaf Van Roosbroeck | Walter Planckaert      | Jan Raas                 |          |
| 1980 | Johan van der Meer     | Jan Raas               | Guido Van Sweevelt       |          |
| 1981 | Frank Hoste            | Cees Priem             | Gerrit Van Gestel        |          |
| 1982 | Jan Raas               | Jean-Luc Vandenbroucke | Eddy Vanhaerens          |          |
| 1983 | Etienne De Wilde       | Jan Raas               | Eric Vanderaerden        |          |
| 1984 | Walter Planckaert      | Rudy Matthijs          | Marc Sergeant            |          |
| 1985 | Eddy Planckaert        | Eric Vanderaerden      | Jozef Lieckens           |          |
| 1986 | Eric Vanderaerden      | Adrie van der Poel     | Peter Stevenhaagen       |          |
| 1987 | Jelle Nijdam           | Herman Frison          | Sean Kelly               |          |
| 1988 | John Talen             | Alfons De Wolf         | Nico Verhoeven           |          |
| 1989 | Dirk De Wolf           | Theo de Rooij          | Johan Museeuw            |          |
| 1990 | Edwig Van Hooydonck    | Adrie van der Poel     | Marc Sergeant            |          |
| 1991 | Eric Vanderaerden      | Uwe Raab               | Remig Stumpf             |          |
| 1992 | Olaf Ludwig            | Michel Zanoli          | Jean-Pierre Heynderickx  |          |
| 1993 | Johan Museeuw          | Franco Ballerini       | Jo Planckaert            |          |
| 1994 | Carlo Bomans           | Marc Sergeant          | Ludwig Willems           |          |
| 1995 | Jelle Nijdam           | Tom Steels             | Adriano Baffi            |          |
| 1996 | Tristan Hoffman        | Edwig Van Hooydonck    | Brian Holm               |          |
| 1997 | Andrei Tchmil          | Ludovic Auger          | Hans De Clercq           |          |
| 1998 | Tom Steels             | Johan Capiot           | Andrei Tchmil            |          |
| 1999 | Johan Museeuw          | Michel Vanhaecke       | Chris Peers              |          |
| 2000 | Tristan Hoffman        | Peter Van Petegem      | Lars Michaelsen          |          |
| 2001 | Niko Eeckhout          | Wilfried Peeters       | Arvis Piziks             |          |
| 2002 | Baden Cooke            | László Bodrogi         | Jo Planckaert            |          |
| 2003 | Robbie McEwen          | Baden Cooke            | Max van Heeswijk         |          |
| 2004 | Ludovic Capelle        | Jaan Kirsipuu          | Roger Hammond            |          |
| 2005 | Niko Eeckhout          | Roger Hammond          | Gabriele Balducci        |          |
| 2006 | Frederik Veuchelen     | Jeremy Hunt            | Lloyd Mondory            |          |
| 2007 | Tom Boonen             | Niko Eeckhout          | Stuart O’Grady           |          |
| 2008 | Sylvain Chavanel       | Steven De Jongh        | Niko Eeckhout            |          |
| 2009 | Kevin Van Impe         | Niko Eeckhout          | Tom Boonen               |          |
| 2010 | Matti Breschel         | Björn Leukemans        | Niki Terpstra            |          |
| 2011 | Nick Nuyens            | Geraint Thomas         | Tyler Farrar             |          |
| 2012 | Niki Terpstra          | Sylvain Chavanel       | Koen de Kort             |          |
| 2013 | Oscar Gatto            | Borut Božič            | Mathew Hayman            |          |
| 2014 | Niki Terpstra          | Tyler Farrar           | Borut Božič              |          |
| 2015 | Jelle Wallays          | Edward Theuns          | Dylan van Baarle         |          |
| 2016 | Jens Debusschere       | Bryan Coquard          | Edward Theuns            |          |
| 2017 | Yves Lampaert          | Philippe Gilbert       | Aleksiej Łucenko         |          |
| 2018 | Yves Lampaert          | Mike Teunissen         | Sep Vanmarcke            |          |
| 2019 | Mathieu van der Poel   | Anthony Turgis         | Bob Jungels              |          |
| 2020 | odwołany               | odwołany               | odwołany                 | odwołany |
| 2021 | Dylan van Baarle       | Christophe Laporte     | Tim Merlier              |          |
| 2022 | Mathieu van der Poel   | Tiesj Benoot           | Thomas Pidcock           |          |
| 2023 | Christophe Laporte     | Oier Lazkano           | Neilson Powless          |          |
| 2024 | Matteo Jorgenson       | Jonas Abrahamsen       | Stefan Küng              |          |
| 2025 |                        |                        |                          |          |

## Lista zwyciężczyń
Opracowano na podstawie:
| Rok  | Pierwsze             | Drugie               | Trzecie             |          |
| ---- | -------------------- | -------------------- | ------------------- | -------- |
| 2012 | Monique van de Ree   | Gilke Croket         | Petra Dijkman       |          |
| 2013 | Kirsten Wild         | Jolien D’Hoore       | Monique van de Ree  |          |
| 2014 | Amy Pieters          | Kim de Baat          | Amy Cure            |          |
| 2015 | Amy Pieters          | Floortje Mackaij     | Christina Siggaard  |          |
| 2016 | Amy Pieters          | Jolien D’Hoore       | Eileen Roe          |          |
| 2017 | Lotta Lepistö        | Gracie Elvin         | Lisa Brennauer      |          |
| 2018 | Ellen van Dijk       | Amy Pieters          | Floortje Mackaij    |          |
| 2019 | Ellen van Dijk       | Marta Bastianelli    | Lucinda Brand       |          |
| 2020 | odwołany             | odwołany             | odwołany            | odwołany |
| 2021 | Annemiek van Vleuten | Katarzyna Niewiadoma | Alexis Ryan         |          |
| 2022 | Chiara Consonni      | Julie de Wilde       | Elise Chabbey       |          |
| 2023 | Demi Vollering       | Chiara Consonni      | Marianne Vos        |          |
| 2024 | Marianne Vos         | Shirin van Anrooij   | Letizia Paternoster |          |
| 2025 |                      |                      |                     |          |

## Narodowości zwycięzców
Mężczyźni
| Zwycięstwa | Narodowość zwycięzcy           |
| ---------- | ------------------------------ |
| 54         | Belgia                         |
| 15         | Holandia                       |
| 2          | Australia                      |
| 1          | Dania, Niemcy, Francja, Włochy |

Kobiety
| Zwycięstwa | Narodowość zwycięzcy |
| ---------- | -------------------- |
| 7          | Holandia             |
| 1          | Finlandia, Włochy    |

## Osiągnięcia Polaków
Mężczyźni
Kobiety